# Grumman EA-6
De Grumman EA-6 Prowler was een tweemotorig militair vliegtuig, ontworpen voor vliegdekoperaties en bestemd voor de elektronische oorlogvoering. Het toestel werd gebouwd op basis van het oude Grumman A-6 Intruder airframe.

## Algemeen
De rol van de Prowler was het storen van vijandelijke radar en van allerlei soorten vijandelijke radiocommunicatie voor en tijdens aanvallen door andere strijdkrachten.
De Prowler had een groot vliegbereik, een groot aantal geavanceerde elektronische tegenmaatregelen (ECM) en 'all weather' capaciteit. Hiermee was het een tegenstander van formaat. Het toestel was het primaire storingsvliegtuig van de Amerikaanse marine USN en het Amerikaanse korps mariniers USMC.
Sinds de uitfasering van de USAF General Dynamics F-111 Raven was de Prowler nog het enige toestel dat radar en tactische radiocommunicatie met ECM kon storen. Hierdoor werd het ook bij USAF-gevechtsoperaties gebruikt waardoor zijn operationele levensduur werd verkort.
Het toestel stond bekend onder de bijnaam 'Queer', afgeleid van de letter Q in de Prowler 'VAQ'-squadrons.

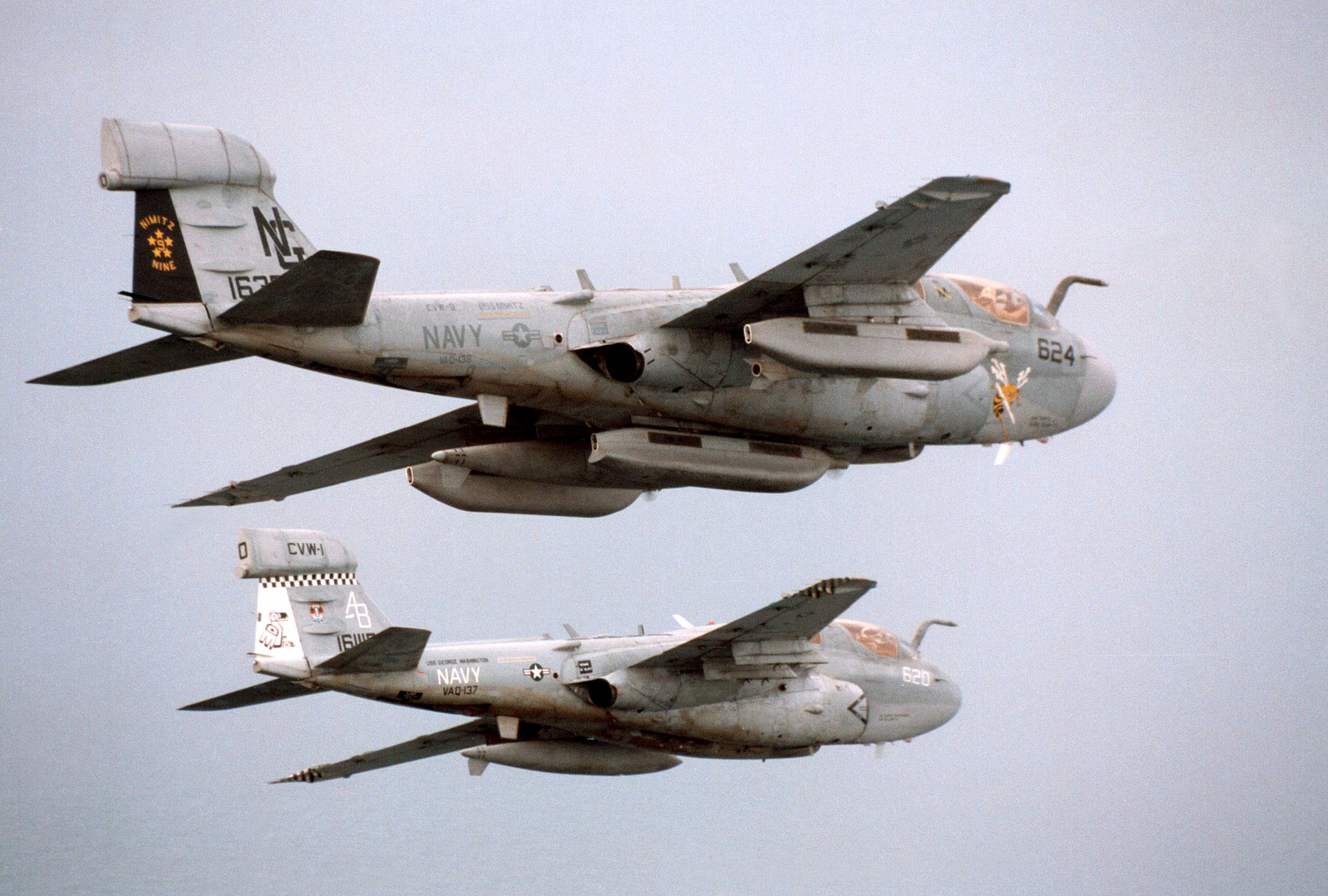
EA-6B's. Antenne boven de staart en jammingpods onder het toestel

## Geschiedenis
De eerste 28 EA-6A Prowlers werden in 1968 operationeel bij het USMC . Het waren gewone Grumman A-6A Intruders met een standaard vlieger en navigator bemanning voorzien van een jammingpod en een radome op de staart. Ze stonden bekend onder de naam Electric Intruders en werden ingezet bij Iron Hand missies tijdens de Vietnamoorlog, bij subsone snelheid. Dit waren opdrachten waarbij het toestel doelen aanviel met de AGM-88 HARM raket die speciaal was ontworpen om actieve radars uit te schakelen.

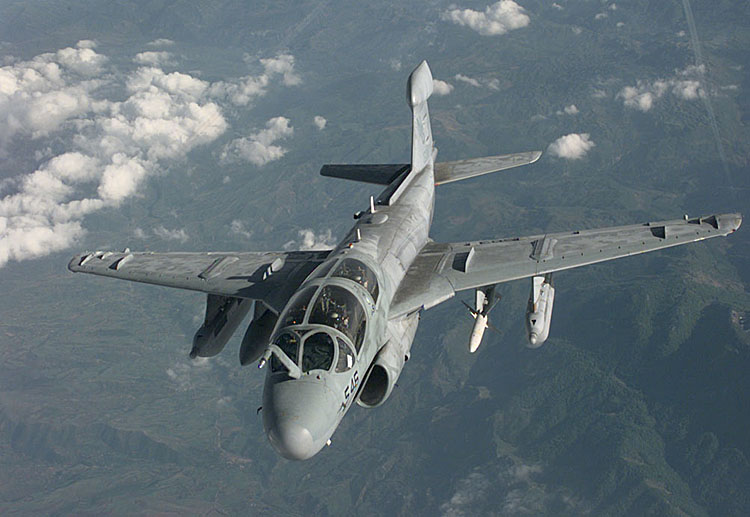
AGM-88 HARM-bewapening

Een verbeterde versie werd de EA-6B Prowler, met 3 jammingpods en een asymmetrische refueling buis met een geïntegreerde antenne. Dit type werd in 1970 operationeel en in 1972 vertrok de eerste eenheid die hiermee was uitgerust naar Vietnam.
In 1973 kreeg het toestel Expanded Capability (EXCAP). Deze uitgebreide capaciteit betekende een bemanningsuitbreiding: 1 vlieger en 3 electronic counter measure officers (ECMO's). Ook werd het te storen frequentiegebied aanzienlijk uitgebreid door het nieuwe ALQ-99 Tactical Jamming System (TJS). Het cockpitglas werd voorzien van een goudlaag; niet voor de zon maar om de bemanning tegen de schadelijke hoogfrequente straling van de stoorapparatuur te beschermen.
In 1976 kreeg het toestel Improved Capability (ICAP); deze verbeterde capaciteit bestond uit het doorontwikkelde USQ-113 communications jamming system; nieuwe werkposities en betere navigatiemogelijkheden. De ICAP versie werd in 1985 operationeel.
De EA-6B Prowler is tot juni 2015 bij de USN operationeel geweest en tot maart 2019 bij de USMC. De opvolger was de EA-18 Growler, de ECM variant van de F18- F Super Hornet.

## 2006-2019
In 2006 waren er nog 125 Prowlers over; deze zijn verdeeld over 4 USN, 4 USMC en 4 gecombineerde uitzendingssquadrons.
De EA-6B Prowler was nog operationeel bij de volgende eenheden.
- USN (tot 2015)

VAQ-129 Vikings, VAQ-130 Zappers, VAQ-131 Lancers, VAQ-132 Scorpions, VAQ-133 Wizards, VAQ-134 Garudas, VAQ-135 Black Ravens, VAQ-137 Rooks, VAQ-138 Yellow Jackets, VAQ-139 Cougars, VAQ-140 Patriots, VAQ-141 Shadowhawks en VAQ-142 Grey Wolves. Deze sqns waren allen gelegerd op de marinebasis Whidbey Island, Washington.
VAQ-136 Gauntlets was gelegerd in Atsugi, Japan en VAQ-209 Star Warriors was een reserve sqn gelegerd in Washington DC.
- USMC (tot 2019)

VMAQ-1 Banshees, VMAQ-2 Death Jesters, VMAQ-3 Moon Dogs en VMAQ-4 Seahawks. Deze waren allen gelegerd op de marinebasis Cherry Point, North Carolina.

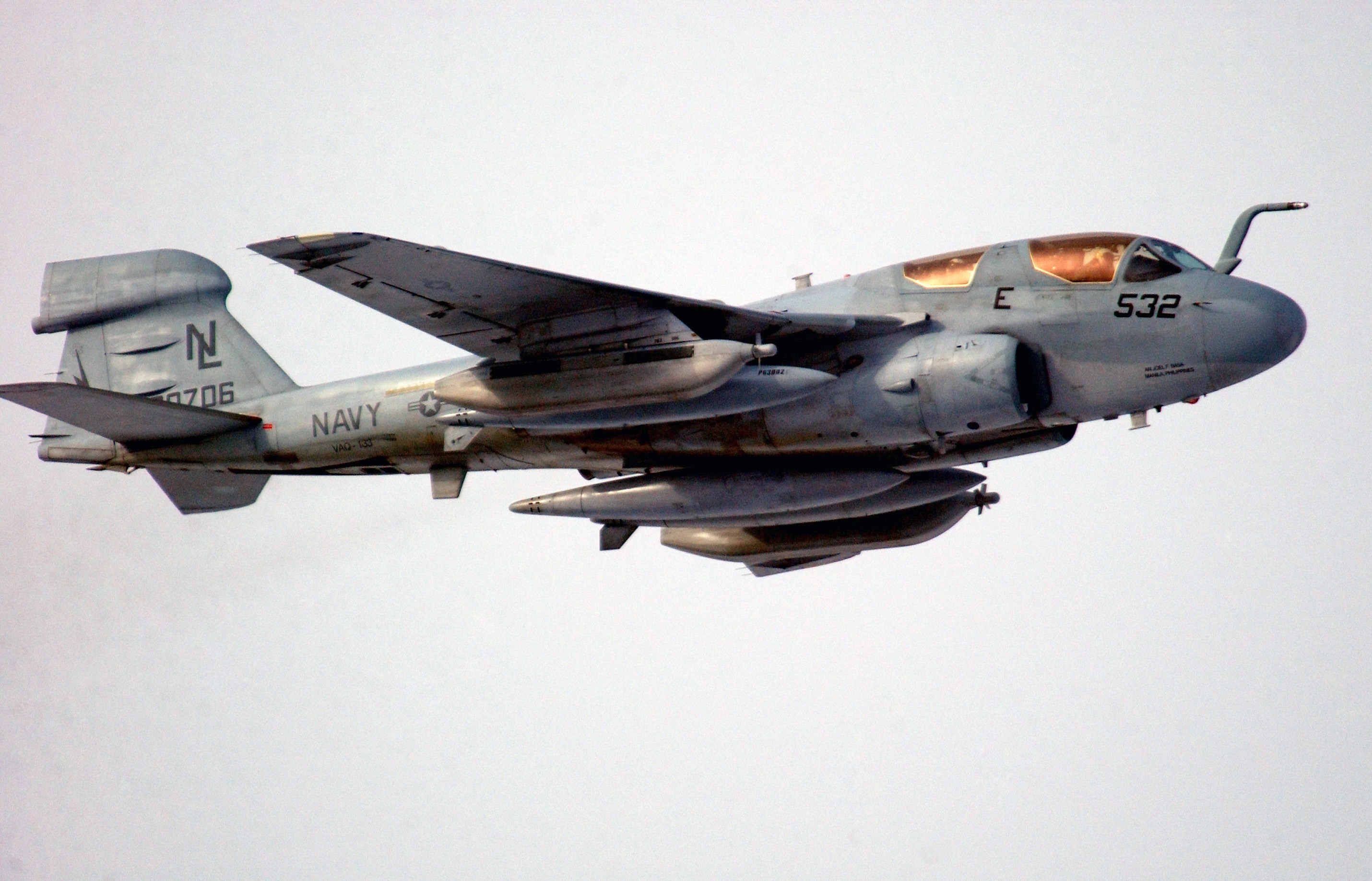
Goudlaag op de cockpit

## Inzet
EA-6A Electric Intruders en EA-6B Prowlers werden van 1968-1973 ingezet tijdens de Vietnamoorlog.
In de jaren 90 van de 20e eeuw werden EA-6B Prowlers ingezet tijdens de Golfoorlog en tijdens de conflicten in Kosovo.
Van 2001 tot 2014 werden EA-6B's ingezet in Irak en Afghanistan tegen Improvised Explosive Devices (IED's). Zij stoorden hierbij frequenties van afstandsbedieningen voor garage- openers en GSM telefoons, die vaak als ontsteker worden gebruikt.
Tijdens acties is er nooit een Prowler verloren gegaan; wel was het toestel bij diverse ongelukken betrokken.